# Märtha Adlerstråhle
Märtha Adlerstrahle (nacida el 16 de junio de 1868, murió el 4 de enero de 1956) fue una jugadora de tenis sueca que compitió en los Juegos Olímpicos de 1908 en Londres.
Adlerstrahle ganó la medalla de bronce olímpica en tenis de salón en los Juegos Olímpicos de 1908 en Londres. Ella se quedó en tercer lugar en el torneo de tenis de salón individual femenino, detrás de Gwendoline Eastlake-Smith y Alice Greene, ambas del Reino Unido.